# Xylopia elliptica
Xylopia elliptica este o specie de plante angiosperme din genul Xylopia, familia Annonaceae, descrisă de Alexander Carroll Maingay, Joseph Dalton Hooker și Thomas Thomson. A fost clasificată de IUCN ca specie cu risc scăzut. Conform Catalogue of Life specia Xylopia elliptica nu are subspecii cunoscute.